# Seeache (Isar)
Der Fluss vom Achensee zur Isar heißt in Österreich Seeache
oder Ache und in Deutschland Walchen. In bayerischen Karten ist der Name des Tiroler Flussabschnittes mit Achenbach angegeben.

## Name
Das Gewässer wurde erstmals im Jahr 1002 als Walchenesbah schriftlich erwähnt. Die Deutung des Namens ist unsicher. Möglicherweise leitet sich das Bestimmungswort von einem alten Personennamen *Walchen ab.

## Geographie

### Verlauf
Der Flusslauf in der Nordhälfte des Achentals umschlingt die Nordostecke des Karwendelgebirges und grenzt es so vom Mangfallgebirge ab. Als Seeache ist er der natürliche Abfluss des Achensees. Er verlässt den See am Nordende und entwässert das nördliche Achental bei Achenkirch. Seit dem Bau des Achensee-Kraftwerks im Inntal fließt allerdings ein großer Teil des Achensee-Wassers in den Inn. Nahe der Kaiserwacht beim Achenpass wendet sich der Fluss zunehmend nach Westen. Als Walchen erreicht er durch die Walchenklamm die Isar. Die natürliche Mündungsstelle ist seit Ende der 1950er Jahre im Sylvensteinspeicher versunken.

### Zuflüsse
Von der Quelle zur Mündung. Auswahl.
- Entfließt dem Achensee
- Wankratzbach, bei Maurach in den obersten Achensee
- Dalfazerbach, von rechts bei Buchau in den Achensee
- Pletzach, von links bei Pertisau in den Achensee
- Haselbach, von rechts in den Achensee
- Oberaubach, von links bei Hinterwinkel in den untersten Achensee
- Unteraubach, von links vor dem Ortszentrum von Achenkirch
- Ampelsbach, von rechts nach dem Ortszentrum von Achenkirch
- Blaserbach, von links fast noch gegenüber dem vorigen
- Dolmannsbach, von links am Ortsanfang von Achenwald
- Klammbach, von rechts bei Achenwald
- Taschbach, von links nach Achenwald
- Pittenbach, von rechts nahe Kaiserwacht; ist Grenzbach zwischen Tirol und Bayern
- Hühner(s)bach, von links nach der Rauchstubenalm; ist Grenzbach zwischen Tirol und Bayern
Ab hier wird die Seeache Walchen genannt.
- Markgraben, von rechts kurz vor der Mündung in den Sylvensteinspeicher

## Gewässergüte
Die Ache wird in Gewässergüteklasse II eingestuft.